# Monasterio de Santa Engracia (Zaragoza)
El Real Monasterio de Santa Engracia fue un convento de la ciudad de Zaragoza, del que hoy quedan solo restos, conservados en la homónima iglesia basílica. Fue arruinado durante los sitios que la capital aragonesa sufrió en la Guerra de la Independencia. Destacaba por el esplendor artístico de estilo Reyes Católicos y renacentista.

## Historia
Sobre la iglesia de las Santas Masas y a pocos años de la paz de Constantino se permitió erigir en templo el cementerio de los Mártires. Hasta el siglo VI no se confió su custodia a monjes que unos suponen jerónimos y otros benedictinos y no falta quien atribuye su fundación a San Paulino durante su peregrinación a Zaragoza en 392. Lo cierto es que este monasterio florecía ya en el siglo VII pues salieron de él dos ilustres prelados: Juan para la iglesia de Zaragoza y Eugenio para la de Toledo. San Braulio, hijo de Zaragoza, hermano y sucesor del primero en la silla episcopal lo ensanchó y protegió de tal suerte que los historiadores lo quieren hacer pasar por su fundador.
Sobreviviendo a la ruina del imperio godo continuó habitado por monjes bajo la dominación agarena sirviendo de asilo a la oprimida cristiandad a par de la iglesia de Santa María la Mayor. Las catacumbas volvieron a su antiguo destino durante la nueva persecución.

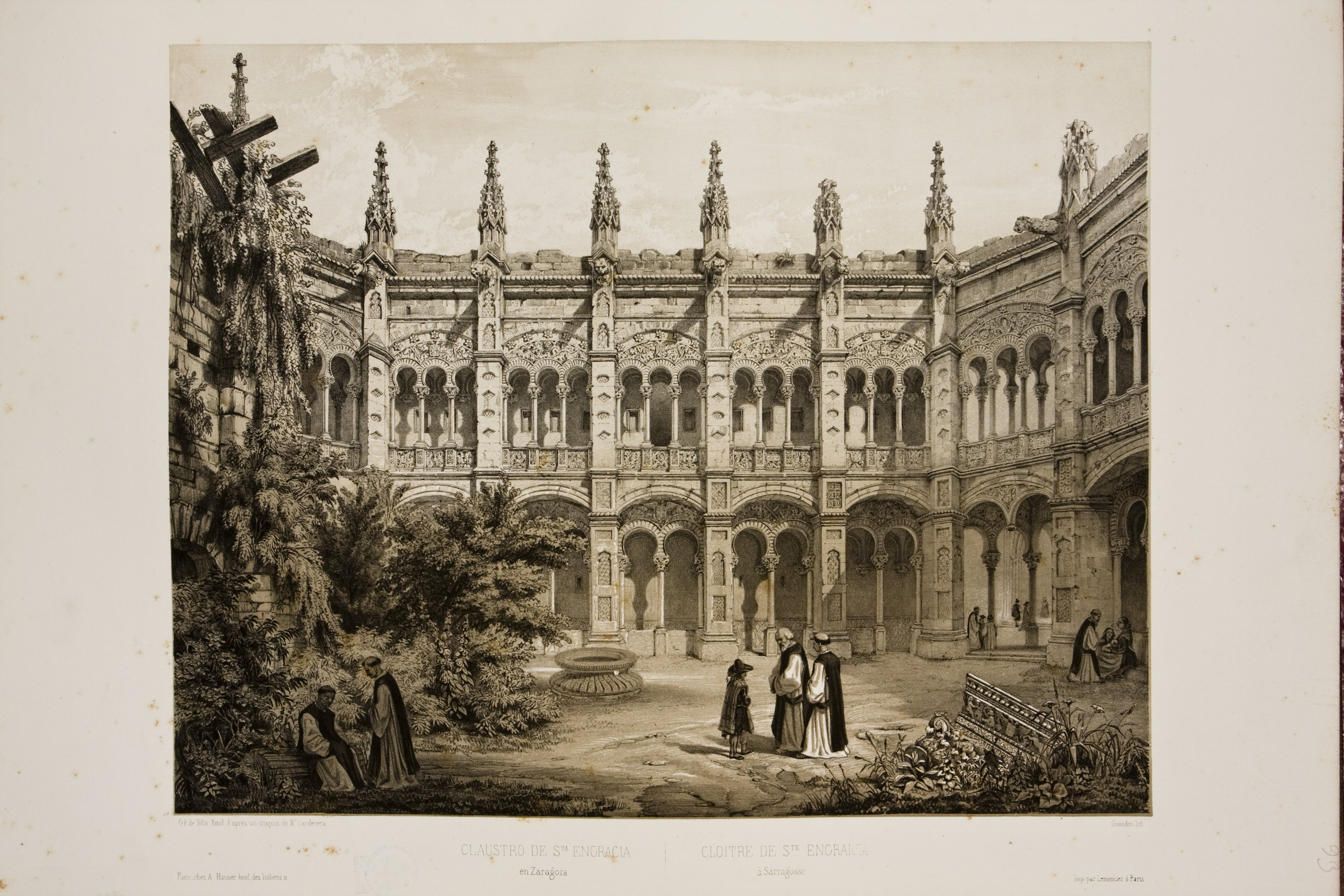
Santa Engracia, claustro mayor

En el concilio de Jaca celebrado en el año 1063, siendo Paterno obispo de Zaragoza, con expreso consentimiento de su clero se cedió al obispado de Huesca el monasterio y parroquia de Santa Engracia y Santas Masas, donación reiterada en 1121 por bula del pontífice Gregorio VII después de la conquista de la capital. Pero la comunidad sin duda habría sido extinguida tiempo antes puesto que la catedral de Huesca a quien pertenecía como parroquia aquella iglesia tuvo en ella por espacio de cuatro siglos un prior que más tarde tomó el nombre de arcediano.

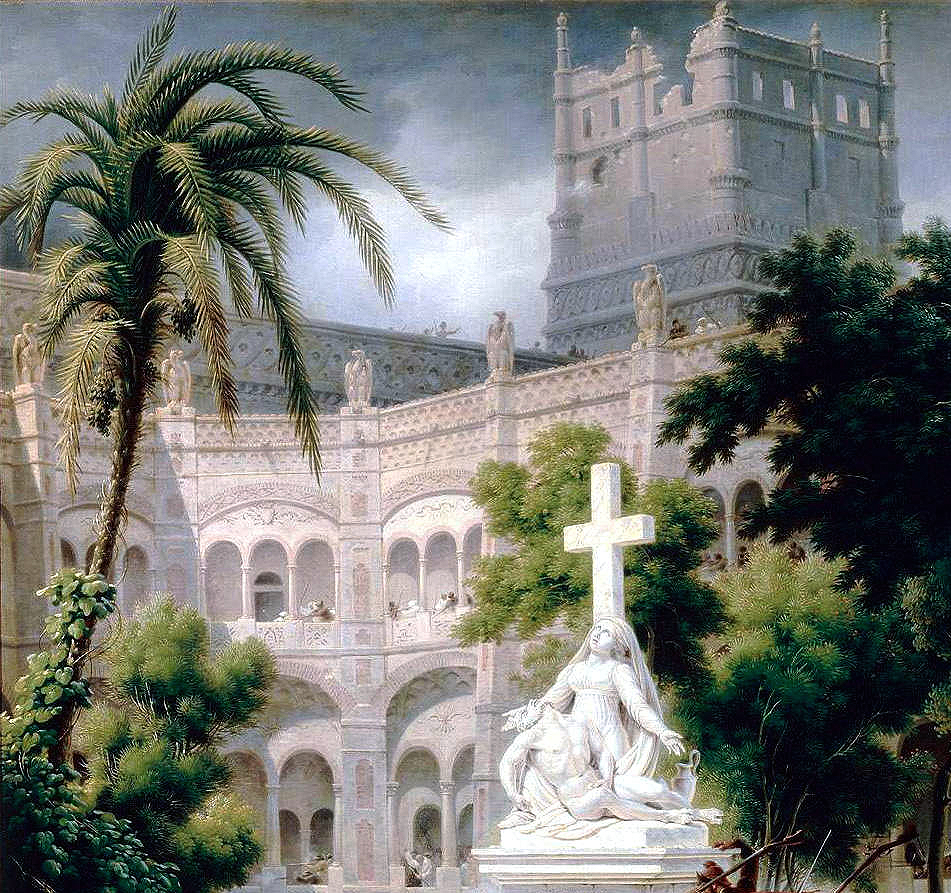
Vista del monasterio

Una excavación fortuita descubrió en 1389 los cuerpos de Santa Engracia y Lupercio, en dos nichos dentro de un túmulo de piedra con sus nombres inscritos que tal vez el temor de los mozárabes había encomendado nuevamente a la tierra. Creció con esto la devoción a la noble virgen zaragozana y la gratitud del rey Juan II de Aragón que creyó deber al milagroso clavo del martirio la curación de sus cataratas, legó a su hijo Fernando la obligación de restablecer el monasterio con la advocación de Santa Engracia.
Cumplió el voto con magnificencia el rey Católico en 1493, día de Santa Engracia, en que los monjes tomaron posesión y el 6 de agosto del mismo año se celebraron los divinos oficios en presencia de los Reyes Católicos.
En el siglo XVII el monasterio recibió autorización del protomédico de Aragón para abrir una botica de venta al público, lo que inició un conflicto legal con el Colegio de Boticarios de Zaragoza.
El edificio fue restaurado alrededor de 1755 por el arquitecto vizcaíno Juan Morlanes, obra financiada con el pago de 2500 ducados de Clemente Sánchez de Orellana y Riofrío, originario de la ciudad de Quito (actual Ecuador), y que correspondían al precio establecido por la concesión del Vizcondado de Antizana (750 ducados) y del Marquesado de Villa de Orellana (1500 ducados).
Con el discurso del tiempo gran parte de la construcción gótica fue renovada, pero lo primitivo y lo moderno pereció todo en la noche del 14 de agosto de 1808 a consecuencia de la terrible explosión con que se despidieron de Zaragoza las huestes de Napoleón al levantar el primer sitio.

## Arquitectura del edificio

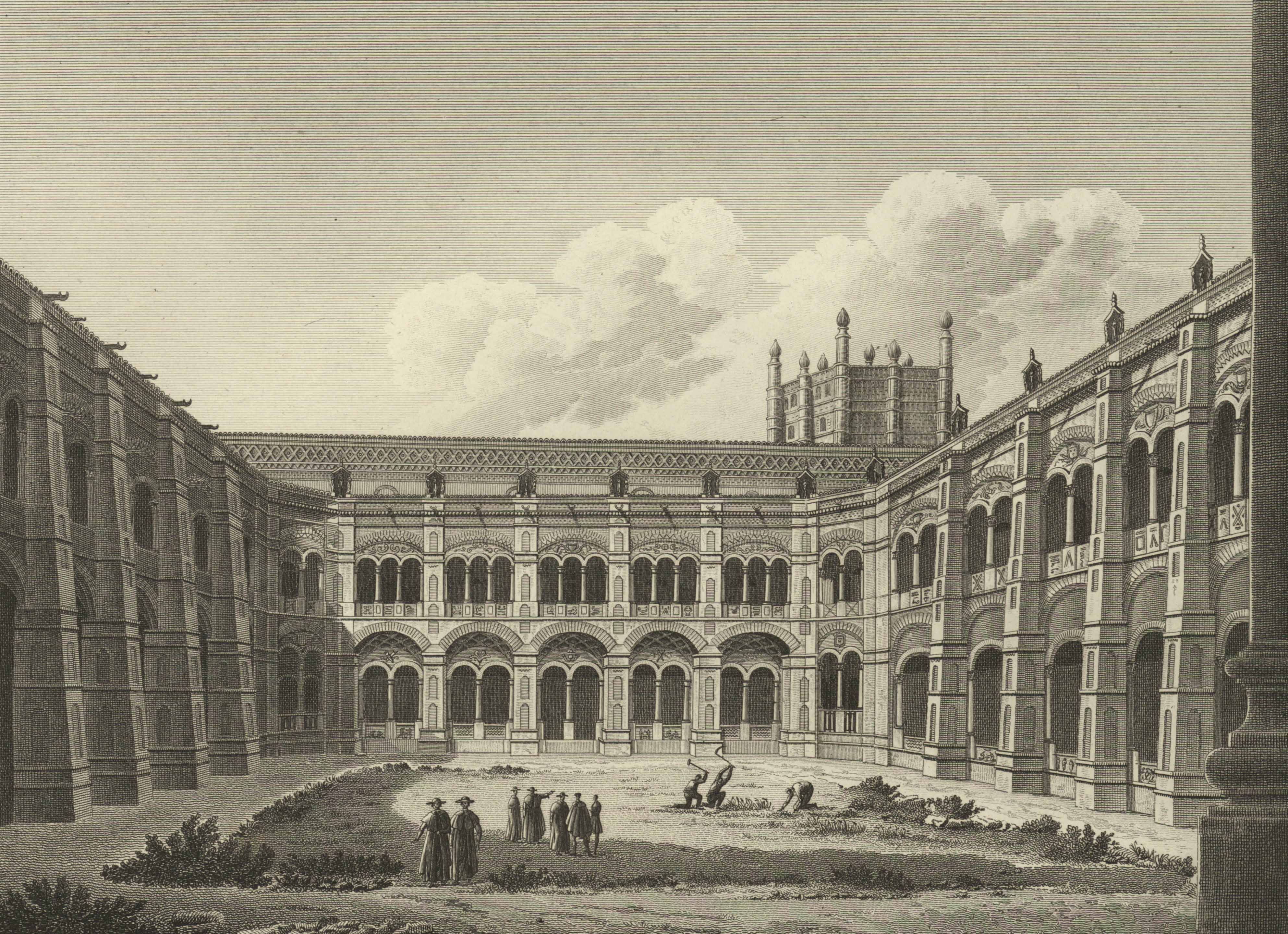
Santa Engracia, claustro menor

Uno de los monumentos más célebres de esta iglesia era el retablo y capilla del vicecanciller de Aragón Antonio Agustín, padre del arzobispo de Tarragona del mismo nombre cuya obra, como también el sepulcro de dicho señor, fue ejecutada con el mayor esmero por el famoso Alonso Berruguete. Colateral a este sepulcro estaba el del célebre escritor y analista Jerónimo de Zurita, cuyo epitafio decía así:
HlERONlMO ZURITAE MlCHAELlS F. GABRIELIS N. CE-
SAR -AUGUSTANO HISTORIAE ARAGONAE DILIGEN-
TÍSIMO AC ELECTO SCRIPTORI. PATRI B. M.
HIERONIMUS F. POSSUIT. VISIT ANNOS
LXVII. MENSIS XI OBIIT CESARAUGSTAE III NON. NOVEMB. MDLXX.
El claustro presentaba un conjunto portentoso de bellezas artísticas: la grandiosa galería formada de menudas columnas de mármol fue obra mandada hacer por el emperador Carlos V al célebre Juan Sanz de Tudelilla; se veía muy adornada de esculturas y pinturas de profesores de mayor mérito: aquí se hallaba el sepulcro del cronista de Aragón Jerónimo de Blancas que murió en 11 de diciembre de 1590. El cuadro del altar mayor y otras pinturas de la iglesia eran de D. Francisco Bayeu. Tan solo quedan en pie la célebre portada de mármol y alabastro cuyo estilo plateresco nos convence ser obra de Diego Morlanes hijo de Juan y continuador de la fábrica.

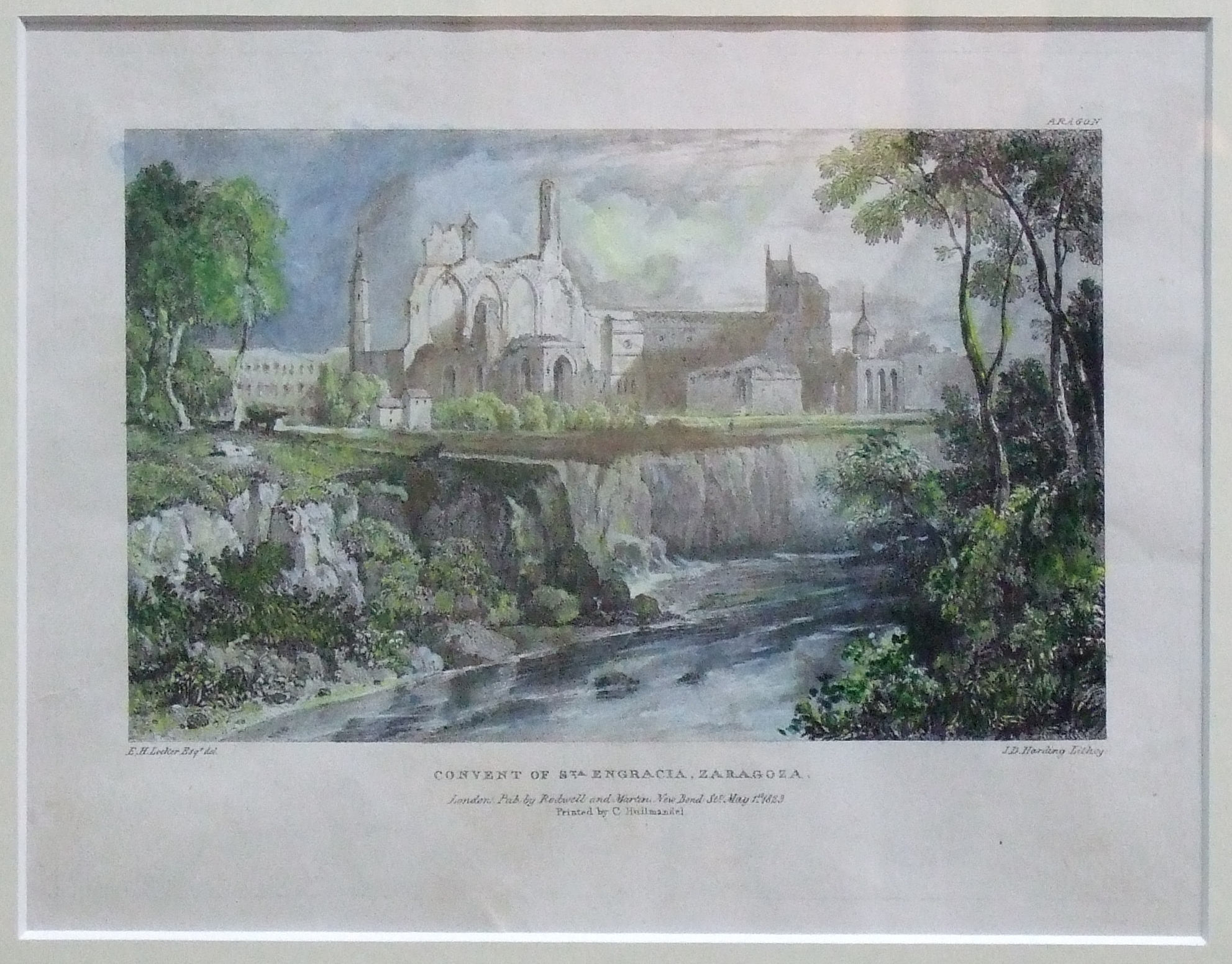
Ruinas del convento de Santa Engracia

Un altar y abalaustradas columnas con estatuas de los cuatro doctores de la iglesia en los intermedios flanquean el arco del ingreso, orlado con doble fila de serafines y en el segundo cuerpo los reyes fundadores dentro de los nichos laterales oran de rodillas ante la virgen, que con el niño en los brazos ocupa el centro rematando la obra en un crucifijo entre San Juan y la afligida madre. Esta especie de retablo de riquísima escultura y talla, pues tal la constituye su forma (por lo que se refiere, que cuando Felipe IV fue a visitar esta iglesia, se paró admirado diciendo, que se habían dejado el altar mayor a la puerta) no destaca ya sobre el gótico frontispicio indicado por Ponz, sino que se ve como incrustado en un lienzo de ladrillo donde únicamente sobresale un pobre campanario moderno.
Esta iglesia ha tenido la honra de ser visitada por varios reyes y príncipes y también por el papa Adriano VI en abril de 1522 quien celebró en dicha iglesia de pontifical en toda la Semana Santa; habiendo visitado el cuerpo de san Lamberto, de quien era muy devoto y llevándose una reliquia del mismo en una arquita de plata preciosamente labrada que le tenía dispuesta la ciudad para el objeto.

Ruinas del patio y costado de la iglesia de Santa Engracia

Pocos años antes de suprimirse este convento en el año 1835 se reedificó una parte de él por los monjes jerónimos, donde se trasladaron de la casa hospicio del monasterio de Santa Fe contigua al mismo, en la que vivieron desde que se restableció el gobierno de Fernando VII después de la retirada del ejército francés en el año 1813.
Durante la guerra civil se estableció en el mismo el colegio militar de distinguidos y posteriormente sirvió de cuartel de infantería.